# Presto (альбом)
Presto — тринадцятий студійний альбом канадського рок-гурту Rush, виданий в 1989 році.

## Список композицій
Автор слів Ніл Пірт, автор музики Алекс Лайфсон і Гедді Лі. 
| #   | Назва                 | Тривалість |
| --- | --------------------- | ---------- |
| 1.  | «Show Don't Tell»     | 5:01       |
| 2.  | «Chain Lightning»     | 4:33       |
| 3.  | «The Pass»            | 4:52       |
| 4.  | «War Paint»           | 5:24       |
| 5.  | «Scars»               | 4:07       |
| 6.  | «Presto»              | 5:45       |
| 7.  | «Superconductor»      | 4:47       |
| 8.  | «Anagram (for Mongo)» | 4:00       |
| 9.  | «Red Tide»            | 4:29       |
| 10. | «Hand Over Fist»      | 4:11       |
| 11. | «Available Light»     | 5:03       |

## Учасники запису
Rush
- Гедді Лі — вокал, бас-гітара, синтезатори
- Алекс Лайфсон — гітара
- Ніл Пірт — ударні

## Позиції в чартах

### Позиції в чартах
| Чарт (1989)     | Позиція |
| --------------- | ------- |
| Велика Британія | 27      |
| Канада          | 7       |
| Нідерланди      | 70      |
| Німеччина       | 60      |
| США             | 16      |
| Фінляндія       | 17      |